# Ентони Браун
Ентони Леџон Браун (енгл. Anthony LeJohn Brown; Белфлауер, 10. октобар 1992) амерички је кошаркаш. Игра на позицијама бека и крила, а тренутно наступа за Турк Телеком.

## Каријера
Браун је студирао на Универзитету Стенфорд од 2010. до 2015. године. На НБА драфту 2015. су га као 34. пика одабрали Лос Анђелес лејкерси. У досадашњем току каријере Браун је променио четири екипе у НБА лиги, али је углавном играо у њиховим филијалама у НБА развојној лиги. Носећи дрес Лејкерса, Њу Орлеанса, Орланда и Минесоте уписао је 41 наступ у најбољој лиги на свету, а бележио је 3,9 поена и 2,5 скокова просечно по мечу.
У сезони 2017/18. је одиграо 45 мечева за Ајова вулвсе, од чега 43 као стартер. На терену је проводио 37,7 минута и просечно је бележио 18,9 поена, 4,8 скокова и 3,6 асистенција. Играо је и на ол-стар утакмици Развојне лиге. Пред почетак сезоне 2018/19. је био у тренинг кампу Филаделфије, али Сиксерси су га отпустили 10. октобра.
Дана 23. октобра 2018. године је потписао уговор са Партизаном до краја текуће сезоне. Ипак након тек нешто више од месец дана уговор је раскинут. Браун је доведен пред крај тренерског мандата Ненада Чанка, међутим, само три дана пошто је потписао уговор, дошло је до смене на клупи, и доласка Андрее Тринкијерија код кога амерички кошаркаш није успео да се избори за минутажу. Браун је у Партизану наступио на само три утакмице, током којих није успео да постигне поен. У Еврокупу је играо на два меча (против Турк Телекома у Анкари и Трента у Пиониру), док је у АБА лиги наступио на гостовању Меги у Сремској Митровици, када је на терену провео минут и 42 секунде.
У октобру 2019. се заједно са Квинсијем Милером прикључио аустралијском Мелбурн јунајтеду. Њих двојица су се прикључили екипи само за припремне мечеве против Лос Анђелес клиперса и Сакраменто кингса који су се одигравали у САД. Крајем истог месеца, Браун је отишао у Француску и потписао уговор са екипом Лиможа.

## Успеси

### Појединачни
- Идеални тим Еврокупа — друга постава (2): 2020/21, 2024/25.